# Camptotypus flavicaput
Camptotypus flavicaput là một loài tò vò trong họ Ichneumonidae.